# Monumento Nuestra Señora de la Nube
El Monumento Nuestra Señora de la Nube, o mejor llamado Virgen de La Nube en El Abuga, es un monumento de tipo religioso que tiene la figura de la Virgen María, teniendo en sus brazos al niño Jesús.

## Historia
Antes que existiera el monumento, solo había un lugar de descanso en la cima del cerro, donde hacían deporte los escaladores deportivos más capacitados para poder ascender el monte dada a la dificultad del mismo.
La idea de construir el monumento fue del fraile franciscano, Fray Manuel García que en el año 2004, tuvo la visión de crear un hermoso monumento en el cerro del Abuga, donde su idea se fue plasmando con el tiempo y desde el año 2007, se creó una Fundación para llevar adelante la obra magna, sin antes verse involucrada en la polémica, dada a que se iba a dañar las vegetaciones, propias del lugar.
Este monumento fue inaugurado el 18 de octubre del 2009, por parte del entonces IV Obispo de Azogues, Carlos Aníbal Altamirano Argüello, junto con unos frailes franciscanos, que son custodios del monumento de la Virgen a la que es parte del Santuario de la Virgen de la Nube.

## Descripción del Monumento
La imagen de la Virgen María, se presenta como una reina:
- En su mano derecha sujeta un cetro;
- La azucena representa su coraza;
- El olivo su fruto, símbolo de su vinculación con Israel;
- Su brazo izquierdo sostiene al Niño Jesús que lleva al mundo en sus manos.
- Le sirve de pedestal la Luna y las nubes.[2]

La estatua tiene una altura de 30 metros, cuya base mide 5 metros y la Virgen tiene una altura de 25 metros.

### Atracción Turística
El monumento ofrece al turista un momento de atracción, dado que es también un mirador para poder observar a la ciudad de Azogues y sus alrededores y por si ofrece al turista un momento de senderismo, en compañía de sus familiares y amigos.
El Monumento a la Virgen de la Nube, es uno de los más grandes atractivos que tiene no solo Azogues y la Provincia de Cañar, sino el Ecuador, donde es también lugar de peregrinación no solo para los turistas locales, sino del país y del mundo, fortaleciendo el turismo religioso, donde aprovechan el tiempo libre para disfrutar en familia visitando al monumento de la Virgen.

### Punto de Encuentro Religioso
Este monumento es un punto de encuentro, donde se dan las más grandes concentraciones de fieles cuando llegan las fiestas religiosas, como por ejemplo, el Viacrucis en Semana Santa, mayo, mes de la Virgen María, y por supuesto en los días previos, durante y posteriores a la fiesta del 1 de enero.

## Ubicación
El Monumento se encuentra ubicado a tan solo 5 kilómetros del centro de la ciudad, a unos 3.090 metros sobre el nivel del mar, sobre la cima del cerro Abuga, donde se puede divisar por todas partes, incluso desde la cima del monte Zhalao en la ciudad de Biblian y del Cerro Cojitambo.

### Daños
A pesar de que es un lugar turístico, no esta exento del daño a la que en el momento de ascender, se encuentra con la vía de ascenso destruido por la lluvia que provoca que haya deslaves o por episodios de incendios que pueden perjudicar la salud de los turistas y de los vendedores que también no le cuidan el lugar no limpiando la basura que dejan en el monumento.